# Ngaresrejo
Ngaresrejo is een bestuurslaag in het regentschap Sidoarjo van de provincie Oost-Java, Indonesië. Ngaresrejo telt 3094 inwoners (volkstelling 2010).